# Пожарицкая, Мария Михайловна
Мария Михайловна Пожарицкая (род. 30 июля 1937 года, Москва, СССР) — заслуженный врач России, советский учёный-стоматолог и практикующий врач-стоматолог, профессор, доктор наук, первая заведующая кафедрой пропедевтической стоматологии ММСИ (Московского Медицинского Стоматологического Института).
Прошла путь от фельдшера медицинского участка до основателя научного направления — пропедевтической стоматологии в СССР.

## Биография
Родилась в Москве 30 июля 1937 года.
После окончания школы поступила в медучилище № 21 на Стромынке, при больнице им. Остроумова, закончила его с отличием.
После окончания училища поступила в ММСИ на стоматологический факультет. В институте начала посещать научный студенческий кружок хирургической стоматологии, делала научную работу по теме «дермоидные кисты дна полости рта».
В 1961 году окончила с отличием ММСИ.
После окончания ММСИ по распределению госздравотдела г. Москвы была направлена в стоматологический отдел МСЧ Метростроя. Мария Михайловна сначала работала врачом-стоматологом на терапевтическом, а потом и на хирургическом приеме.
Ездила во врачебные командировки в Архангельскую область, где оперировала больных в «полевых условиях».
С 1966 г. была назначена заведующей стоматологическим отделением всей системы здравпунктов и санчастей Метростроя.
Но уже в следующем 1967 г. Мария Михайловна поступает на кафедру терапевтической стоматологии ММСИ в качестве штатного ординатора, чтобы приступить к научной работе. В 1968 г. она становится аспирантом кафедры и начинает работать над диссертацией по теме «Изучение особенностей углеводного обмена при пародонтозе и сахарном диабете», а в 1971 г., после окончания аспирантуры, защищает диссертацию, и остается ассистентом на кафедре.
В 1976—1977 гг. Пожарицкая работала в Алжире, в медицинском центре Университета г. Аннабы.
В 1977 году вернулась в ММСИ, начала вести курс и работать над докторской диссертацией по теме «Стоматологическое проявление болезни Шегрена. Клиника. Патогенез. Лечение. Профилактика». Работа продолжалась более 10 лет. После защиты 1,5 года была доцентом, а в 1990 г. стала профессором кафедры пропедевтики терапевтической стоматологии.
В 1994 г. в ММСИ впервые в РФ по решению МЗ РФ Центральной методической комиссии по стоматологии при МЗ и МП РФ на ученом совете приказом № 185 от 31.08.94 было принято решение о создании кафедры пропедевтики стоматологических заболеваний. Мария Михайловна была назначена заведующей этой кафедрой.
В 2001 г. ГОУ ВУНМЦ МЗ РФ выпустило методическое пособие М. М. Пожарицкой «Роль слюны в физиологии и развитии патологического процесса в твердых и мягких тканях полости рта. Ксеростомия». В нём представлены результаты собственных научных исследований и данные литературы о роли слюны в физиологии и патологии органов и тканей полости рта. На основании проведенного обследования 83 больных болезнью Шегрена даны клинические проявления ксеростомии, диагностика и лечение. Помимо основополагающих понятий, классификаций, наблюдений, рекомендаций, перечня рекомендуемой литературы, издание прекрасно иллюстрировано и содержит множество рисунков, слайдов, сиалограмм.